# Sumerian Records
Sumerian Records — американський незалежний лейбл, заснований у Вашингтоні і Лос-Анджелесі.
Лейбл був заснований в 2006 році Ашом Аідсеном
Fellsilent стала першою за межами США групою яка підписала контракт з лейблом в 2008 році, лейбл уклав угоду з Серією відеоігор Rock Band, Скоро в грі були пісні групи Asking Alexandria, в тому числі «The Final Episode», «A prophesy», і «Hey There Mr.Brooks». Також пісні, таких груп як Veil of Maya «Namaste» і пісні After the Burial, «Pendulum», «My Frailty», «Aspirations» і «Berzerker» були випущені та розміщені на Rock bands Network.

## Гурти, підписані на лейбл
- After the Burial
- Animals as Leaders
- Asking Alexandria
- Bad Omens
- Betraying the Martyrs
- Body Count
- Borgore
- Born of Osiris
- Chon
- City in the Sea
- Circa Survive
- Come The Dawn
- ††† (Crosses)
- Darkest Hour
- Dayshell
- Down & Dirty[1][2]
- The Dillinger Escape Plan
- ERRA
- Evan Brewer
- The Francesco Artusato Project
- The Faceless
- Fever Dreamer
- I See Stars
- I, the Breather
- Lesser Key
- The Kindred
- Mestis
- Night Riots
- Periphery
- Stick to Your Guns
- Stray from the Path
- T.R.A.M.
- Upon a Burning Body
- Veil of Maya

## Колишні учасники
- ABACABB
- Agraceful
- Bizzy Bone
- Broadcast the Nightmare
- Capture the Crown
- Circle of Contempt
- Conducting From The Grave
- Dead Letter Circus
- Enfold Darkness
- Fellsilent
- The HAARP Machine
- Lower Than Atlantis
- Make Me Famous
- Miss Fortune
- Sea of Treachery
- Structures